# Грб Мајота
Грб Мајота је званични хералдички симбол француске француске прекоморске територије у Африци Мајота.

## Опис
Грб се састоји од штита око којег се налазе два морска коњића који придржавају штит. Испод штита је трака са натписом „Ra Hachiri“. Овај грб се такође налази и на застави Мајота која је беле боје са називом територије изнад грба.